# Roman Rosul
Roman Rosul (Cleveland, 10 maggio 1953) è un ex calciatore statunitense di ruolo attaccante.

## Biografia
Terminata l'attività agonistica si stabilì a Jacksonville, Florida, ove trovò impiego nel settore immobiliare. Sposatosi, ha avuto una figlia.

## Carriera
Si forma calcisticamente nella rappresentativa dell'università statale di Cleveland, istituto che lo inserirà nel proprio famedio sportivo nel 1988.
Oltre a giocare per i Vikings, Rosul a Cleveland, sua città natale, milita nel Cleveland Inter, con cui raggiunge la finale della National Challenge Cup 1973, persa contro il Maccabi L.A., incontro del quale fu uno dei protagonisti, con una rete segnata ed un'espulsione rimediata.
Nella stagione 1976 viene selezionato come sesto giocatore al primo giro del draft dai Miami Toros, franchigia della NASL, con cui non riuscirà a raggiungere i play-off per il titolo. Marcò il suo esordio da professionista il 16 aprile 1976 contro i N.Y. Cosmos di Pelé.
Nella North American Soccer League 1977 seguirà i Toros nel loro trasferimento a Fort Lauderdale, sempre in Florida, ove assunsero il brand dei Ft. Lauderdale Strikers. Nel corso del campionato lascerà però gli Strikers per approdare ai Connecticut Bicentennials, con cui fallirà l'accesso ai play-off per il titolo.
Anche nel campionato 1978 la sua franchigia di appartenenza affronterà un trasferimento, dato che i Bicentennials si sposteranno a Oakland, California, per divenire gli Oakland Stompers. Con gli Stompers non troverà però spazio e così passò ai Memphis Rogues. La permanenza con i Rogues si protrasse sino al 1980 senza mai riuscire a raggiungere i play-off per il titolo e nell'ultima stagione senza neanche riuscire a scendere in campo.
Unico risultato di rilievo ottenuto da Rosul con i Rogues fu il raggiungimento della finale della North American Soccer League Indoor 1979-1980, persa contro i T.B. Rowdies. Precedentemente aveva già giocato a indoor soccer con la maglia degli Strikers.
Nel 1981 lascia la NASL per passare alla rivale American Soccer League in forza alla neonata franchigia dei Carolina Lightnin' con cui si aggiudica il torneo di quell'anno.
Nella stagione 1983 è in forza ai Jacksonville Tea Men, sempre nella ASL, con cui vince il torneo di quell'anno.
Vide la sua intera carriera agonistica perseguitata da numerosi infortuni.

## Palmarès
- American Soccer League: 2

Carolina Lightnin': 1981
Jacksonville Tea Men: 1983